# Eiríkur G. Guðmundsson
Eiríkur G. Guðmundsson (født 1953 i Selfoss, Island) er en islandsk historiker og filolog, der var Islands nationalarkivar 2012-2019.

## Baggrund
Han er søn af mælkeproducent Guðmundur Guðmundsson og sygeplejerske Tove Guðmundsson.
Guðmundsson blev bachelor i historie og islandsk fra Islands Universitet og cand.mag. med undervisningskompetence i historie fra Københavns Universitet i 2009.

## Karriere
Den 26. november 2012 tiltrådte Guðmundsson stillingen som nationalarkivar og afløste dermed Ólafur Ásgeirsson som den øverste leder af Islands Nationalarkiv, hvor han allerede var afdelingsleder og havde arbejdet siden 2011, det seneste halvandet år som konstitueret nationalarkivar. Inden da havde han arbejdet som rektor på Sund Gymnasium samt skoleleder på Universitetscenteret på Vestfjordene (islandsk: Háskólasetur Vestfjarða).
Han var redaktør på Nordisk Arkivnyt 2005-2009.